# Фрейзер Стоддарт
Фрейзер Стоддарт (англ. James Fraser Stoddart; 24 травня 1942, Единбург — 30 грудня 2024) — британсько-американський хімік.
5 жовтня 2016 року разом із Жаном-П'єром Соважем і Бернардом Ферінгою отримав Нобелівську премію з хімії за розробку і синтез молекулярних машин.

## Праці
Опублікував понад 800 наукових праць, серед них монографії:
- Some Studies on Plant Gums of the Acacia Genus Copy. Thesis (Ph. D.), University of Edinburgh, 1966.
- Stereochemistry of Carbohydrates. Wiley-Interscience, New York 1971, ISBN 0-471-82650-2.
- Some adventures in stereochemistry. Thesis (D.Sc.), University of Edinburgh, 1980.
- Stimulating concepts in chemistry. Wiley-VCH, Weinheim,  2000, ISBN 3-527-29978-5.

У період з 1992 по 2002 роки був шостим найбільш цитованим хіміком

### Нагороди
- Міжнародна премія короля Фейсала (2007)
- Премія Альберта Ейнштейна (2007)
- Медаль Деві (2008)
- Премія імені Артура Коупа (American Chemical Society) (2008)

Фрейзер Стоддарт є членом Лондонського королівського товариства, Американської академії мистецтв і наук, Національної академії наук США